# الیس لوک
اِلیس لوِک (فرانسوی: Elyse Levesque‎؛ زادهٔ ۱۰ سپتامبر ۱۹۸۵) یک هنرپیشه اهل کانادا است. وی از سال ۱۹۹۷ میلادی تاکنون مشغول فعالیت بوده‌است.

## حرفه کاری
الیس لوک ، بازیگری را در سن 11 سالگی شروع کرد و در استدیوی آموزش بازیگران جوان برای مجموعه‌های تلویزیونی حضور داشت.

او نقش‌هایی در چند آگهی بازرگانی ایفا کرد و در سال 2002 نیز در سریال کودکانه 2030 م نقش دکتر مکسین ریچ بدذات را ایفا کرد.

بعد از دبیرستان، لوک به مدت دو سال به عنوان یک مدل به دور دنیا سفر کرده و  قبل از اینکه برای تحصیل هنرهای زیبا به کانادا برگردد ، در تایوان، ژاپن، ایتالیا، اسپانیا و فرانسه کار کرد.

در سال 2006، لوک به ونکوور، بریتیش کلمبیا نقل مکان کرد تا بر روی حرفه بازیگری خود تمرکز کند.او بلافاصله در کلاس‌های بازیگری ثبت نام نمود و پروژه‌های تلویزیون و فیلم متعددی نیز شرکت کرد.

او در قسمت "گربه سیاه" سریال اساتید وحشت ، نقش ویرجینیا (کیسی) پو ، همسرِ بیمارِ ادگار آلن پو و در فلش گوردون نقش یک جادوگر باتلاق را ایفا کرد.

همچنین در سریال شبکه ی سای‌فای ، دروازه ستارگان جهان ، الیس لوک نقش کلویی آرمسترانگ، دختر یک سناتور آمریکایی را به تصویر کشیده است.

در سال 2014 نیز او نقش جادوگر از مرگ برگشته ، جنویو را در فصل اول سریال اصیل ها ایفا کرده‌است.
او در حال حاضر در لس آنجلس ، کالیفرنیا زندگی می‌کند.

## گزیدهٔ آثار

### سینما
- فرزندان آزادی (۲۰۱۳)
- فرشتهٔ گمشده (۲۰۰۵)

### تلویزیون
- اصیل‌ها (۲۰۱۴)
- اسمالویل (۲۰۰۷) قسمت "Wrath"و  "Gemini"
- اساتید وحشت (۲۰۰۷) قسمت "The Black Cat"